# Gauliga Württemberg
La Gauliga Württemberg fue la liga de fútbol más importante  del Estado de Württemberg y la Provincia de Hohenzollern en Prusia durante el periodo de la Alemania Nazi de 1933 a 1945.

## Historia
La liga fue creada en 1933 por orden de la Oficina Nazi de Deportes luego de que el régimen nazi llegara al poder en Alemania a causa del Tercer Reich en reemplazo de la Bezirksliga Württemberg-Baden, la cual era la liga de primera división en la zona.
En su temporada inaugural contó con la participación de diez equipos, todos del Estado de Württemberg, los cuales se enfrentaban todos contra todos a visita recíproca, en donde el campeón de liga clasificaba a la fase nacional de la Gauliga, mientras que el último lugar de la temporada descendía de categoría. Este sistema de competición se mantuvo hasta 1939.
En la temporada 1939/40 la liga se dividió en dos grupos de seis equipos a causa de la Segunda Guerra Mundial, en donde los dos primeros lugares de cada grupo jugaban una cuadrangular final para definir al campeón, pero en la temporada 1940/41 regresa a su formato de un solo grupo, esta vez con 12 equipos y descendían los cuatro últimos de la tabla.
Para la temporada 1941/42 cambió el sistema a 10 equipos y descendían los últimos dos lugares de la tabla, manteniendo el formato hasta la temporada 1944/45 en donde participaron 17 equipos divididos en tres grupos.
El inminente colapso de la Alemania Nazi afectó al sistema de Gauliga y en marzo de 1945 el fútbol dejó de jugarse en Württemberg. Con el fin de la era nazi la Gauliga desapareció y el Estado de Württemberg fue ocupada por el ejército de Estados Unidos con excepción del sur del Estado que fue ocupado por el Ejército francés.
A mediados de 1945 se creó la Oberliga Süd como la primera división del sur de Alemania.
El único antecedente de éxito de la Gauliga Württemberg fue la vez que llegó a la final en VfB Stuttgart en 1935, la cual perdió ante el FC Schalke 04.

## Equipos Fundadores
Estos fueron los diez equipos que disputaron la temporada inaugural de la liga en 1933/34:
| - Union Böckingen - Kickers Stuttgart - VfB Stuttgart - Sportfreunde Stuttgart - SV Feuerbach | - SSV Ulm - SC Stuttgart - FV Ulm 1894 - FC Birkenfeld - VfR Heilbronn |

## Lista de Campeones
| Temporada | Campeón           | Finalista              |
| --------- | ----------------- | ---------------------- |
| 1933–34   | Union Böckingen   | Kickers Stuttgart      |
| 1934–35   | VfB Stuttgart     | SSV Ulm                |
| 1935–36   | Kickers Stuttgart | Sportfreunde Stuttgart |
| 1936–37   | VfB Stuttgart     | SSV Ulm                |
| 1937–38   | VfB Stuttgart     | Kickers Stuttgart      |
| 1938–39   | Kickers Stuttgart | VfB Stuttgart          |
| 1939–40   | Kickers Stuttgart | VfB Stuttgart          |
| 1940–41   | Kickers Stuttgart | VfB Stuttgart          |
| 1941–42   | Kickers Stuttgart | VfB Stuttgart          |
| 1942–43   | VfB Stuttgart     | Sportfreunde Stuttgart |
| 1943–44   | SV Göppingen      | Kickers Stuttgart      |

## Posiciones Finales 1933-44
| Club                   | 1934 | 1935 | 1936 | 1937 | 1938 | 1939 | 1940 | 1941 | 1942 | 1943 | 1944 |
| ---------------------- | ---- | ---- | ---- | ---- | ---- | ---- | ---- | ---- | ---- | ---- | ---- |
| Union Böckingen        | 1    | 9    |      | 4    | 3    | 4    | 3    | 9    |      | 5    | 7    |
| Kickers Stuttgart      | 2    | 3    | 1    | 5    | 2    | 1    | 1    | 1    | 1    | 3    | 2    |
| VfB Stuttgart          | 3    | 1    | 3    | 1    | 1    | 2    | 1    | 2    | 2    | 1    | 5    |
| Sportfreunde Stuttgart | 4    | 8    | 2    | 3    | 5    | 7    | 2    | 3    | 3    | 2    | 10   |
| SV Feuerbach           | 5    | 4    | 10   |      |      | 10   | 3    | 6    | 6    | 6    | 8    |
| SSV Ulm                | 6    | 2    | 4    | 2    | 6    | 3    | 4    | 5    | 9    |      |      |
| SC Stuttgart           | 7    | 6    | 5    | 6    | 4    | 6    | 2    | 4    | 10   |      |      |
| TSG Ulm 1846 1         | 8    | 7    | 9    |      | 8    | 5    | 4    | 8    | 4    | 7    | 3    |
| FC Birkenfeld          | 9    |      |      |      |      |      |      |      |      |      |      |
| Sportfreunde Esslingen |      | 5    | 6    | 9    | 9    |      | 12   |      |      |      |      |
| SV Göppingen           |      | 10   |      | 10   |      |      |      |      |      |      | 1    |
| FV Zuffenhausen        |      |      | 7    | 8    | 7    | 8    | 6    |      |      |      | 4    |
| SV Cannstatt           |      |      | 8    | 7    |      | 9    | 5    | 11   |      |      |      |
| VfR Schwenningen       |      |      |      |      | 10   |      |      |      |      |      |      |
| VfR Aalen              |      |      |      |      |      |      | 5    | 7    | 7    | 10   | 6    |
| VfL Sindelfingen       |      |      |      |      |      |      | 6    |      |      |      |      |
| SV Untertürkheim       |      |      |      |      |      |      |      | 10   |      |      |      |
| VfR Heilbronn          |      |      |      |      |      |      |      |      | 5    | 8    |      |
| VfB Friedrichshafen    |      |      |      |      |      |      |      |      | 8    | 9    |      |
| SSV Reutlingen         |      |      |      |      |      |      |      |      |      | 4    | 9    |

- 1 El FV Ulm 1894 se fusionó con otros equipos de Ulm en 1939 para formar al TSG Ulm 1846.